# Inconnue de la Seine
Pour les articles homonymes, voir L'Inconnue de la Seine.
L’Inconnue de la Seine est le surnom d'une jeune femme non identifiée dont le masque mortuaire présumé devient un ornement populaire sur les murs des maisons d'artistes après 1900.
On n'a aucune certitude sur la date et les circonstances du décès de l'Inconnue (probablement entre 1850 et 1875, s'il a eu lieu), ou même s'il ne s'agit pas en réalité d'une sculpture ou un moulage à partir d'un modèle vivant.
Selon une légende urbaine apparue au tout début du XXe siècle, son corps aurait été repêché dans la Seine à Paris. Son visage est devenu une source d'inspiration pour de nombreux travaux littéraires, tant en français que dans d'autres langues.
Depuis les années 1960, son visage a également été reproduit sur un mannequin d'entraînement aux premiers secours.

## Historique
Selon le dessinateur Georges Villa qui tenait cette information de son maître, le peintre Jules Lefebvre, l'empreinte aurait été prise sur le visage d'une jeune modèle qui mourut de tuberculose vers 1875. Il ne subsiste aucune trace du moulage original, toutefois un moulage de 1902 existe aux ateliers Lorenzi.
Selon Bertrand Tillier, professeur d'histoire contemporaine, la coiffure de l'inconnue en bandeau, typique du milieu du XIXe siècle et du second empire, laisse penser que la mort date des années 1850-1870, sans certitude.
On pense reconnaître l'image du masque dans les années 1860 dans les cahiers de cours de dessin de Charles Bargue et Jean-Léon Gérome. Cela ouvre l'hypothèse que le masque ait été en réalité moulé sur un modèle des ateliers de ces peintres, à cette époque, d'autant plus que le visage n'a pas les caractéristiques habituelles des noyés (gonflements, déformations..)
Toutefois, on ne trouve aucune trace écrite du masque avant 1898, où Richard Le Gallienne le mentionne dans un écrit. La légende du suicide de la « noyée » prend corps au début du XXe siècle. Selon celle-ci, le corps de l'Inconnue est repêché dans la Seine en 1902 à Paris. Le médecin légiste de la morgue, saisi par la beauté de la jeune femme, fait faire un moulage en plâtre de son visage.
Les images réalisées ultérieurement au premier moulage montrent un autre aspect intéressant de sa popularité. L'original ayant été photographié, on a tiré à partir des négatifs de nouvelles séries de moulages où apparaissent des détails normalement indiscernables sur les corps ayant séjourné dans l'eau, mais dont la préservation semble renforcer l'authenticité du moulage.
Le critique A. Alvarez écrit en 1972 dans son ouvrage sur le suicide, Le Dieu sauvage : « L'on me dit que toute une génération de filles allemandes ont modelé leur apparence sur la sienne. » Il rapporte aussi que selon Hans Hesse de l'université du Sussex, « l'Inconnue devint l'idéal érotique de la période, tout comme Bardot l'est pour les années 1950. [Hesse] pense que des actrices allemandes comme Elisabeth Bergner se sont inspirées d'elle. »

### Reproductions

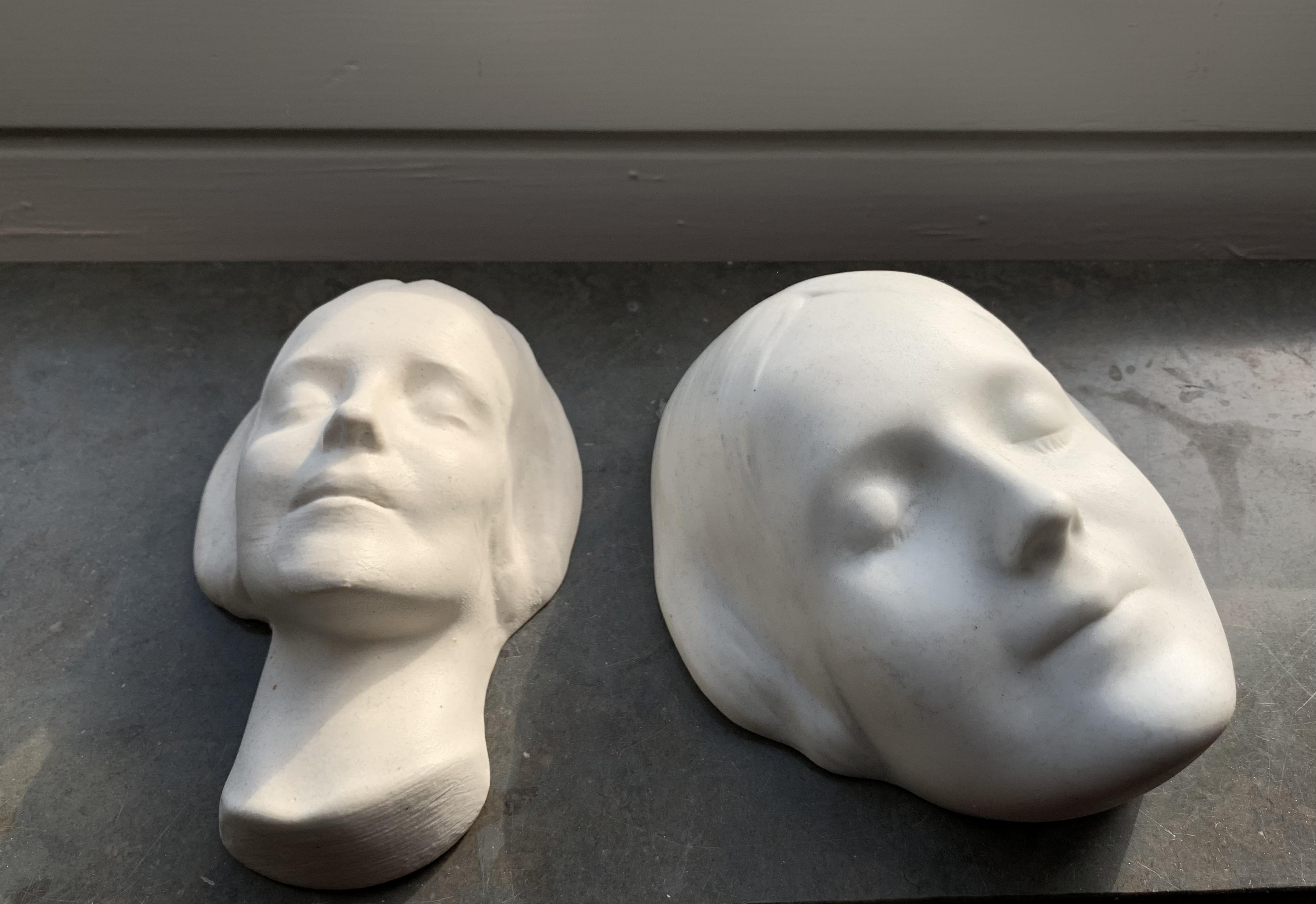
Deux exemples de moulages du XXe siècle.

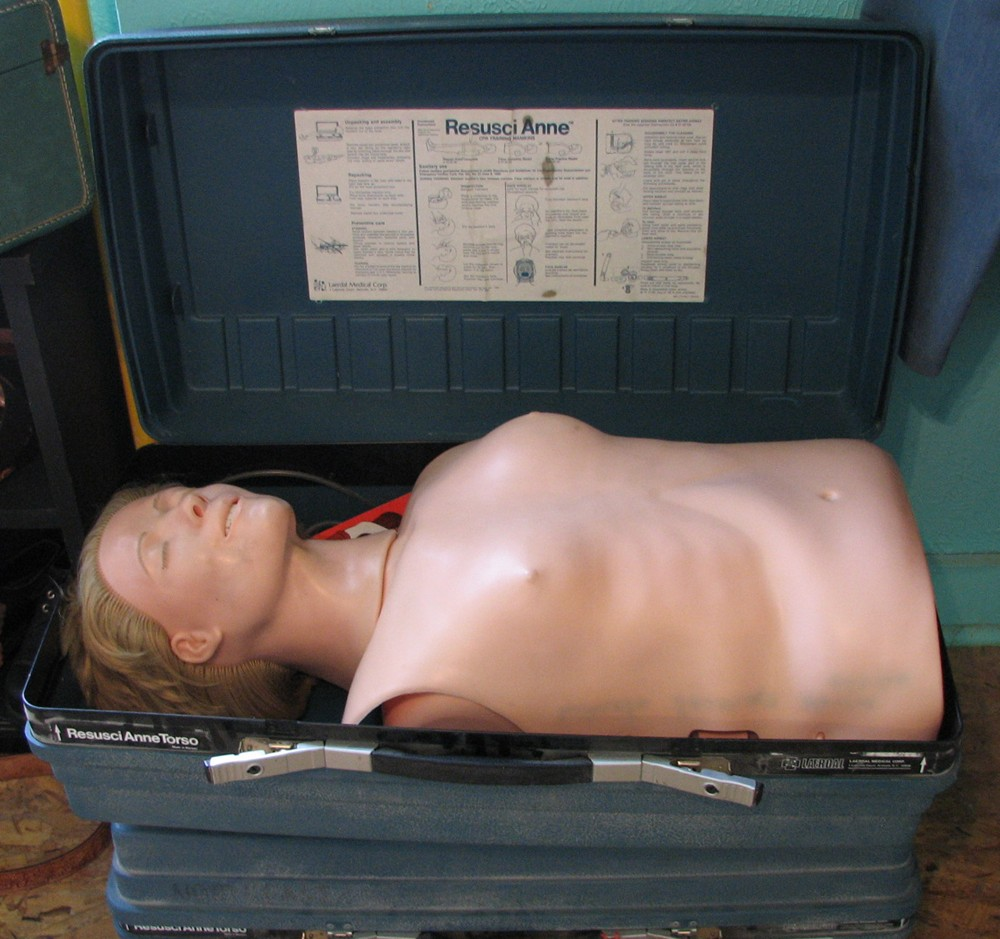
Mannequin d'entraînement « Resusci Anne » dans une caisse.

Michel Lorenzi l'aîné fut le premier à réaliser des copies en plâtre du masque mortuaire de l'Inconnue de la Seine à la fin du XIXe siècle,. L'atelier de moulage Lorenzi, à l'origine du moulage selon la légende, a été un des principaux diffuseurs du masque au début du XXe siècle.
De nombreuses copies sont produites et celles-ci deviennent rapidement un ornement macabre à la mode dans le Paris bohème. Comme pour le sourire de La Joconde, de nombreuses spéculations sont formulées quant à ce que l'expression heureuse de son visage peut révéler de sa vie, sa mort et sa place dans la société.
Depuis 1960, la société norvégienne Laerdal (en) Medical AS reproduit le visage de l'Inconnue sur le mannequin d'entraînement aux premiers secours (noyades, urgences cardio-respiratoires) qu'elle fabrique. Appelé « Resusci Anne » (« Réanimez Anne »), ce mannequin est notamment employé pour l'apprentissage de l'insufflation en bouche-à-bouche. Elle y gagne ainsi le surnom de « femme la plus embrassée du monde ».

## L'Inconnue dans la littérature

### En langue française
- Jules Supervielle publie en 1929 L'Inconnue de la Seine (repris en 1931 dans L'Enfant de la haute mer), un conte où une jeune femme noyée dans la Seine dérive jusqu'au fond de l'océan où elle doit apprendre à vivre avec les autres noyés.

- L'écrivain Maurice Blanchot, qui possède l'un des masques, décrit l'inconnue comme « une adolescente aux yeux clos, mais vivante par un sourire si délié, si fortuné, […] qu'on eût pu croire qu'elle s'était noyée dans un instant d'extrême bonheur[8]. »

- L'édition originale de la pièce de Louis-Ferdinand Céline, L'Église, parue en 1933 chez Denoël et Steele (troisième volume de la collection « Loin des foules »), comporte un frontispice photographique (d'après une photographie de Amsler & Ruthardt) du masque mortuaire de l'Inconnue de la Seine. Dans un commentaire sur cette œuvre Aragon qualifie celle-ci de « Joconde du suicide »[9].

- Dans le roman Aurélien de Louis Aragon paru en 1944, l'inconnue joue un rôle important : Aurélien possède chez lui le masque de l'inconnue, qu'il confondra avec le visage de Bérénice, la femme dont il tombe amoureux ; femme qui plus tard lui fera cadeau d'un autre masque, réalisé à partir de son propre visage.

- En 1945, Marius Grout, lauréat du prix Goncourt 1943, publie les Poèmes à l'inconnue aux éditions du Seuil, cycle poétique inspiré par l'Inconnue (l'ouvrage contient deux illustrations hors texte, la première reproduisant une photographie du masque).

- Dans son roman Le Nom de l'inconnue (1988, réédité sous le titre L'Inconnue de la Seine en 2012), Didier Blonde raconte sous forme d'une enquête policière les recherches que mène Simon, un libraire, à travers Paris, les rues, les livres et les archives, qui le conduisent du canal de l'Ourcq à la Bibliothèque nationale, en passant par l'Institut médico-légal de Paris, sur les traces de la jeune noyée dans l'espoir de lui rendre son nom et de retrouver, peut-être, un amour perdu.

- Deux poèmes de Stanislas Rodanski, parus dans le recueil posthume Je suis parfois cet homme (2013), évoquent, dès leur incipit, l'inconnue de la Seine : « L'inconnue de la Seine en souriant est passée… » (p. 129), et le poème Héroïne (p. 137) qui commence ainsi : « Demeure Inconnue de la Seine / Étrangère à la pluie nomade / En souvenir de mon absence ».

- Dans son recueil L'Inconnue de la Seine (2016), la poète Céline Walter décrit le destin croisé de trois noyées. Femmes de pierre - la déesse Séquana -, de chair - l'Inconnue - ou imaginée, toutes sont rejetées par les peurs d’autrui[10].

- Le sujet inspire l'écrivain Guillaume Musso pour son livre L'Inconnue de la Seine qui paraît à la rentrée littéraire de 2021.

### En langue allemande
Le personnage de l'unique roman de Rainer Maria Rilke, Les Cahiers de Malte Laurids Brigge (Die Aufzeichnungen des Malte Laurids Brigge), publié en 1910, dit : « Le mouleur que je visite chaque jour a deux masques accrochés près de sa porte. Le visage de la jeune qui s'est noyée, que quelqu'un a copié à la morgue parce qu'il était beau, parce qu'il souriait toujours, parce que son sourire était si trompeur ; comme s'il savait. »
Ernst Benkard (de), dans sa nouvelle de 1926 Das ewige Antlitz, qui parait ultérieurement dans un recueil de nouvelles étrangères traduites en anglais et traitant toutes de masques mortuaires, dit de l'Inconnue qu'elle nous « apparaît comme un papillon délicat, qui, insouciant et euphorique, a volé droit vers la lampe de la vie, allant y brûler ses ailes délicates. »
L'Inconnue fait également une apparition dans les ouvrages suivants :
- Dans le roman Die Unbekannte (L'Inconnue) de Reinhold Conrad Muschler, paru en 1934 et qui raconte la tragique histoire de Madeleine Lavin, orpheline de province, tombée amoureuse du diplomate britannique Lord Thomas Vernon Bentick.
- Dans le poème de Vladimir Nabokov L'Inconnue de la Seine, paru en 1934.
- Dans la nouvelle de Hertha Pauli (sœur de Wolfgang Pauli[11]) L'Inconnue de la Seine (1931), parue pour la première fois dans le Berliner Tageblatt.
- Dans la pièce de théâtre Die Unbekannte aus der Seine (1934) de Ödön von Horváth, basée sur la nouvelle de son amie Hertha Pauli.
- Dans la nouvelle de Claire Goll Die Unbekannte aus der Seine (1936), dans laquelle le personnage principal plonge le regard sur un masque funéraire et meurt d'une crise cardiaque causée par le chagrin et la culpabilité, croyant reconnaître le visage de sa fille.

### Sources radiophoniques
- Christine Bernard, « Une noyée masquée » [audio], émission Une histoire particulière, série « L'inconnue de la Seine » (épisode 1/2, 28 min), France Culture, 24 juin 2023.

1. ↑  13 min 30 s
2. ↑  10 min 30 s
3. ↑  12 min 10 s
4. ↑  23 min 30 s
5. ↑  11 min
6. ↑  7 min
7. ↑  6 min

- Christine Bernard, « La femme la plus embrassée du monde » [audio], émission Une histoire particulière, série « L'inconnue de la Seine » (épisode 2/2, 28 min), France Culture, 25 juin 2023.